# Forncett
Forncett – wieś w Anglii, w hrabstwie Norfolk, w dystrykcie South Norfolk. Leży 17 km na południowy zachód od Norwich i 142 km na północny wschód od Londynu.
Miejscowość liczy 1000 mieszkańców.